# Vescisa
Vescisa is een geslacht van vlinders van de familie Uilen (Noctuidae), uit de onderfamilie Acontiinae.

## Soorten
- V. commoda Walker, 1864
- V. crenulata Hampson, 1896
- V. digona Hampson, 1910
- V. pervadens Warren, 1914